# 扈三娘

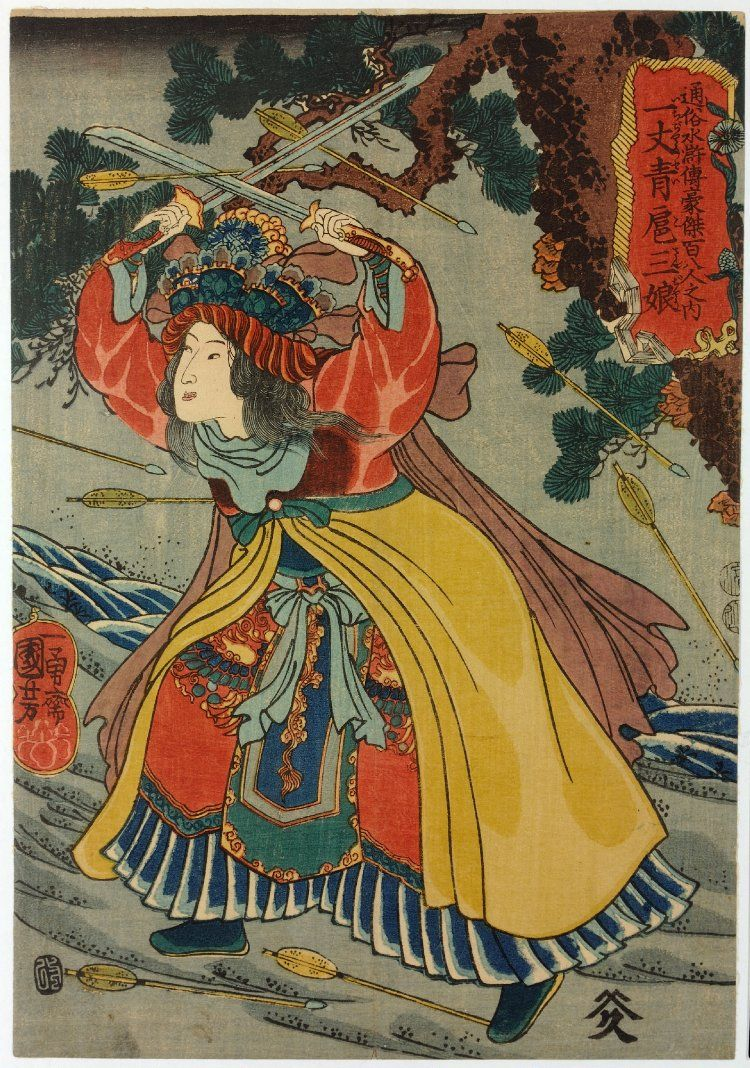
通俗水滸伝豪傑百八人之内・一丈青扈三娘

扈 三娘（こ さんじょう）は、中国の小説で四大奇書の一つである『水滸伝』の登場人物。
梁山泊第五十九位の好漢。地慧星の生まれ変わり。渾名は一丈青（いちじょうせい）。梁山泊の女性頭領の一人であり、「海棠の花」と謳われるほどの佳人。武芸も一流だが、敵を捕らえる術にも長けており、女と侮って深追いした彭玘や郝思文を套索（からめ縄）で生け取っている。豪傑揃いの男たちに勝るとも劣らない活躍をしているが、令嬢時代に入山後も親（王英の時は宋太公が父名義）に結婚を強いられるなど、家や礼教に縛られていた当時の良家の女子の悲哀も現した人物でもある。

## 生涯
独竜岡三家の一つ、扈家の息女で、後継者の扈成の妹であり、撲天鵰李応とは姻戚関係にあたる。女性の身でありながら鎧をまとい、日月の双刀を操り、葦毛の馬にまたがって戦場を駆ける。独竜岡の三家の一つ、祝家の三男・祝彪の許嫁でもある。
初登場は第48回。薊州から梁山泊へと向かう楊雄・石秀・時遷の3人が、途中に立ち寄った独竜岡・祝家荘で梁山泊の名を騙って騒ぎを起こしたことから、梁山泊と祝家荘の間で戦争が勃発、祝彪の許嫁である扈三娘は援軍として参戦する。その武勇で王英を生け捕り、欧鵬や馬麟を全く寄せ付けず、味方の士気を大いに上げる。その後、偵察をしていた宋江を捕らえようとするが、深追いしたところで林冲と遭遇、さすがの扈三娘も八十万禁軍の武芸師範を務めたほどの林冲には敵わず、捕らえられる。扈三娘は山塞に護送され、宋江の父・宋太公の下に預けられた。
妹・扈三娘を生け捕られた兄・扈成は梁山泊と秘密裏に交渉し、扈三娘の無事と引き換えに、祝家に加担しないことと、祝家の人間が逃げてきたら捕らえて引き渡すことを約束する。その後、祝家荘は援軍としてやって来た孫立一行の寝返りによって壊滅する。扈成は扈家に逃げ込んできた祝彪を捕らえ、梁山泊に引き渡そうとするが、「梁山泊が扈三娘に苦しめられた」と勝手に恨んでいた李逵が、祝彪を討ち取ったついでに扈家も攻撃し、当主以下を皆殺しにして壊滅した（扈成は延安府に命からがらに逃亡して、後に南宋の功臣のひとりとなった）。家族も婚約者も帰る家も失った扈三娘は、宋江に説得され、以前宋江が「女性を世話する」と約束していた王英と結婚、梁山泊の一員となった。
入山直後は、夫の王英と共に馬匹監督という職についた（これは王英の身分に合わせたものと思われる）。しかし呼延灼軍との戦いでは、第四軍を率い、緒戦で敵の副将・彭玘を生け捕り、総大将・呼延灼とも互角に渡り合う。続く第一次北京城攻略戦では、同じ女性頭目の顧大嫂や孫二娘と組んで一千の部隊を率い、関勝との戦いでは敵将・郝思文を生け捕る手柄を立てた。
百八星集結後は、三軍の内務をつかさどる騎兵頭領に任命される。招安後の戦いでは主に宋江軍に従軍し、夫・王英と共に遼国軍の将・答里孛や方臘軍の范疇と温克譲、また顧大嫂や孫二娘と共に方臘軍の将・張道原を生け捕っている。
しかし、方臘討伐の睦州攻略戦で敵の援軍・鄭彪（鄭魔君とも呼ばれている）に挑んだ王英が、鄭彪の幻術に怯んだところを槍で喉を突き抜かれて戦死する。夫の救出に駆けつけた扈三娘だったが、夫の仇を討とうと逃げ出す鄭彪を深追いしたところ、鄭彪が放った銅磚を顔に受け、落馬して死亡した。

## 補足
『水滸伝』の舞台と前後する南宋初期に、一丈青の渾名を持つ盗賊出身の女将軍が実在した。これに、実在の人物である扈成の妻や、金末の反乱集団の首領である李全の妻・楊妙真の伝説を組み合わせて、一丈青・扈三娘の人物像が作られたものと考えられる。
また渾名の一丈青の意味は諸説あってはっきりしない。以下にそのいくつかをあげる。
- 美少女または美少年（作中、美男子の燕青を形容する単語としても使われており、水滸伝の下敷きとなった『大宋宣和遺事』に一丈青・李横という海賊が登場する）という意味を持つとする説（余嘉錫）。
- 彼女は類稀な長身の持ち主で、それを形容したものとする説（王利器）。この場合は夫である王英の相方である鄭天寿がそうであったのと同様、身長が低く醜い王英との対比という意味合いを持つ。
- 「一丈」は身長、「青」は刺青のことであるという説（厳敦易）。この説に基づくと、扈三娘は実は良家の令嬢には程遠い女傑であったことになる。